# Sparidentex hasta
Sparidentex hasta — вид окунеподібних риб родини Спарові (Sparidae). Це морський, тропічний вид, що мешкає на глибині до 100 м. Зустрічається у Аравійському морі біля берегів Індії та у Перській затоці. Тіло завдовжки до 50 см. Живиться на піщаному ґрунті різними безхребетними.